# Нерсес Ламбронаці
Нерсес Ламбронаці, Нерсес Ламбронський (1153  — 1198) — архієпископ Тарса Кілікії, родич вірменського католикоса Нерсеса IV Шноралі (Благодатного), поет, вчений та проповідник, найбільший громадський та церковний діяч Кілікійський Вірменії. Ім'я Ламбронський походить від назви фортеці Ламброн. 

## З біографії
Як нащадок князівського роду, він обрав духовну кар'єру й дуже молодим отримав сан вардапета. Був широко освіченою людиною, знав мови, його перу належить низка богословських праць, які перераховує Кіракос Гандзакеці у своїй «Короткій Історії». Особливо відомі його «Синодальні промови». Нерсес Ламбронаці в церковних справах був відомий своїм вільнодумством, активно боровся за зближення Вірменської церкви з римською та грецькою. 
Коли 1179 року в Ромклі (Кілікія, на березі річки Євфрат) було скликано собор, який розглянув питання церковного об'єднання, Нерсес, за дорученням патріарха вірменського Григорія IV (1173–1193), виголосив дуже переконливу промову, й лише смерть грецького імператора Мануїла Комніна перешкодила здійсненню постанов собору. Після цього проти Нерсеса було висунуто низку звинувачень в зраді інтересам церкви. 
Нерсес Ламбронаці зробив новий переклад Апокаліпсису та домігся того, щоб Собор Вірменської церкви в Константинополі прийняв цей текст до складу Св. Писання Нового Заповіту. До цього Апокаліпсис не входив у вірменську Біблію, а був частиною апокрифічного збірника «Діяння Іоанна». 
Пам'ять його святкується 17 липня (за старим стилем). 